# Фидер (рыбная ловля)

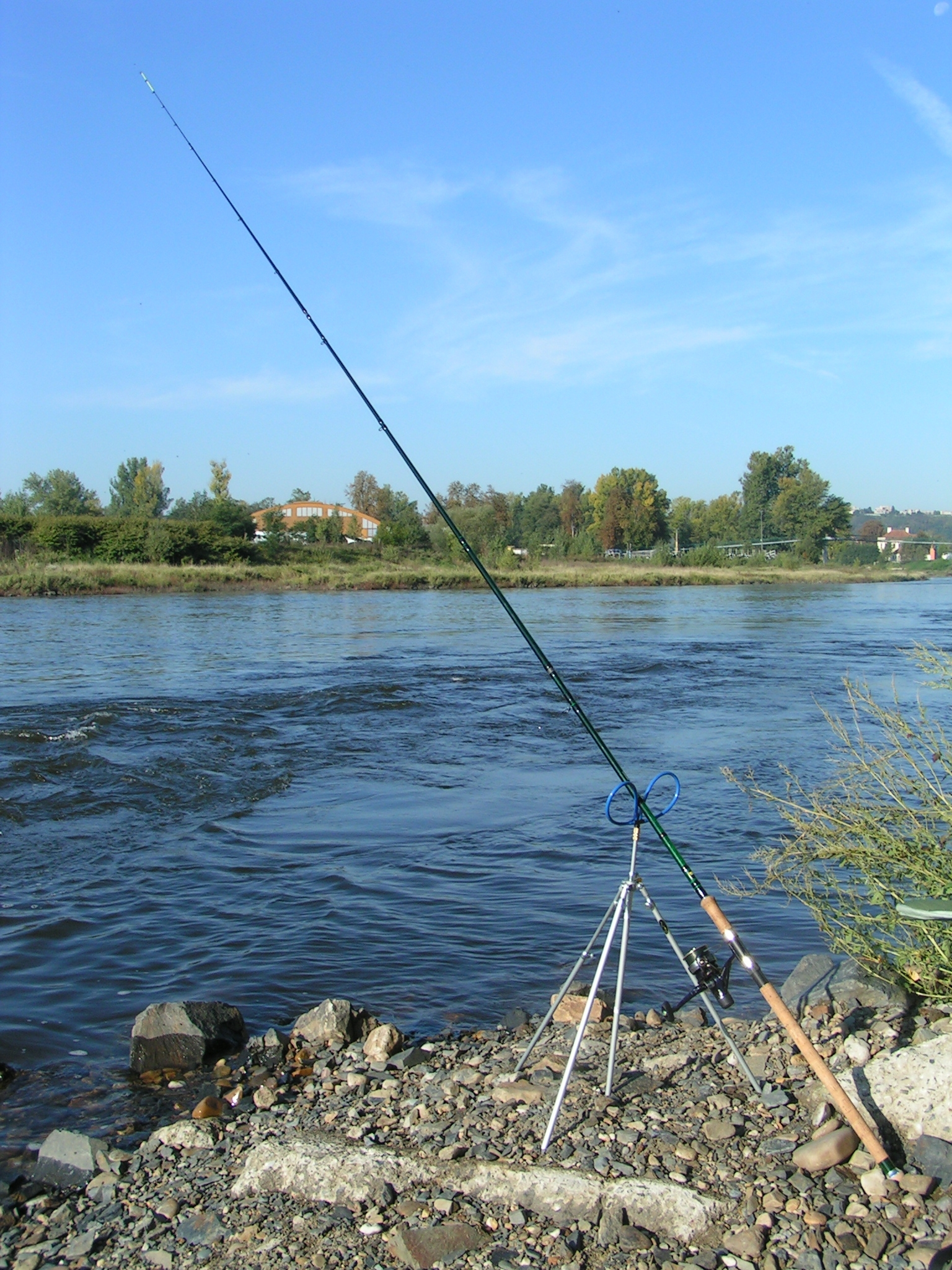
Ловля рыбы с использованием фидера

Фи́дер (англ. feeder) — английская рыболовная донная снасть, а также способ ловли рыбы этой снастью. Особенность данного способа ловли заключается в использовании специальных удилищ с квивертипами (гибкими вершинками), которые выступают сигнализаторами поклевки.
Фидер — снасть с груз-кормушкой (англ. «to feed» — «кормить»), рассчитанная на ловлю со дна с постоянным прикармливанием места ловли. После заброса прикормка вымывается из кормушки — часть будет съедена рыбой, часть распространится по дну, создавая так называемое пятно прикорма.
Основным отличием фидерного удилища является наличие большого числа колец, а также тонкой и мягкой вершинки, которая и является главным определителем поклёвки. В комплекте поставки может поставляться несколько сменных вершинок с разным тестом (рекомендуемыми пределами веса забрасываемой снасти). Как правило, в комплекте идет одна, две и три вершинки. Длина удилища в основном варьируется от 2,7 метра до 4,2 метров.
Для ловли фидером применяют специализированное фидерное или пикерное удилище, оснащённое катушкой. Для ловли используется леска, либо плетёный шнур, оснащённый на конце фидерной оснасткой. Фидерная оснастка состоит из фидерной кормушки, совмещённой с грузилом и поводком с крючком.

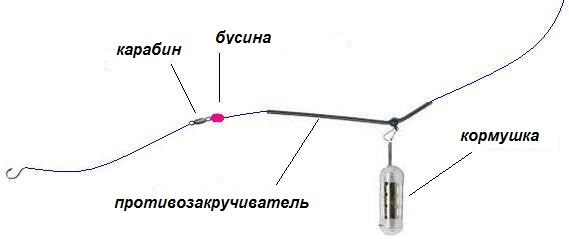
Устройство снасти

Фидерное удилище — это удилище длиной до 4 метров с кольцами, причём его верхняя часть конструктивно оснащена специальными гибкими вершинками (квивертип) с различным тестом для регистрации поклёвки. Квивертип должен быть длиной не менее 35 см, оснащён не менее чем четырьмя пропускными кольцами и иметь хорошо заметную окраску на одном или нескольких отрезках между ними. Конструктивно квивертипы бывают двух видов — сменные либо стационарно вклеенные в верхнюю секцию и составляющие с удилищем одну прямую линию. В случае с вклеенными квивертипами обязательно указание их теста в унциях (Oz) или граммах на верхней секции удилища.

## Классы фидерных удилищ
Фидерные удилища делятся на несколько категорий, определяемым по тесту удилища. Тест удилища — максимальный вес груза, который рекомендуется использовать с данным удилищем. Стоит учитывать, что при использовании кормушки к весу самой кормушки стоит прибавить ещё вес прикормки, а это примерно 20—30 граммов.

### Ультра Лайт фидер (Пикер)
Это название используется редко. Удилища этого класса имеют собственное название — «Пикер» («Picker»).
Это удилища длиной от 2,1 до 3 метров, отличающиеся небольшим тестом: от 10 до 40 граммов. Идеально подходят для ловли небольшой рыбы на небольших дистанциях в стоячей воде или с небольшим течением. Дистанции для них также разные: если для пикера длиной 2.1 м оптимальная дистанция до 20 метров, то 3-хметровым пикером можно без проблем ловить на дистанции 40 метров. Обычно пикеры оснащают монофильной леской.
Как правило, используют в оснастке не кормушку, а грузило. Прикорм ведется с руки (как при поплавочной ловле) ввиду небольшой дистанции ловли.

### Лайт фидер (Light feeder)
Удилища от 3 до 3,6 метров в длину с тестом до 60 граммов. Предназначен для стоячей воды, или водоёмов с небольшим течением. В отличие от пикера, позволяет закидывать снасть на большую дистанцию, и бороться с более крупной рыбой.

### Медиум фидер (Medium feeder)
Длина таких удилищ, как правило, 3,6 м, но встречаются и экземпляры 3,3 метра. Тест такого удилища — от 80 до 100 граммов. Это самый распространенный класс удилищ, так как является полууниверсальным. Им удобно ловить и на стоячих водоёмах, и на течении. При поклевке крупной рыбы и при умелом вываживании до берега можно довести и хорошего сазанчика.

### Хеви фидер (Heavy Feeder)
Тоже распространенный тип удилища, так как прощает много ошибок, как при вываживании, так и при забросе. Тест: 100—120 грамм, длина 3,6—3,9 метров, хотя в продаже есть twin-модели 3,60/4,20. Твин-фидеры можно использовать как с длиной 3,6, а если вставить специальную дополнительную пролонгу (которая идет в комплекте), то длина увеличивается до 4,20 м. Большая длина позволяет забрасывать кормушку на более дальние расстояния, а также при вываживании рыбы и перетаскивании её через жёсткую бровку — длинные удилища можно поднять повыше, и тем самым провести рыбу над бровкой, избавившись от зацепа или схода.

### Экстра хеви фидер (Extra Heavy Feeder)
Это фидеры с тестом 120 грамм и выше. Тесты могут быть и до 200 и даже до 300 граммов. Длины таких удилищ варьируются между 4,20 и 5,0 метрами. Такие фидерные удилища созданы исключительно для сверхдальних забросов и/или огромнейших мощных рыб. На канал шириной 40 метров и рыбой до килограмма с таким фидером лучше не ехать. Ловить конечно можно, но жутко неудобно.

### Свингтип (Swingtip)
Свингтипы являются более редкими среди «семейства» фидерных удилищ. Эта снасть очень чуткая и предназначена для ловли некрупной и очень осторожной рыбы. Вершинка удилища Swingtip имеет шарнирное крепление, которое позволяет увидеть самую слабую поклевку.

## Строй фидерных удилищ
Помимо теста удилища различаются ещё и по строю:

### Быстрый строй (Fast)
Это довольно жёсткие удилища, при нагрузке на которые (во время забросов или вываживания) изгибаются лишь сама вершинка (она гнется всегда) и первое от вершинки колено. Фидеры с быстрым строем позволяют полностью контролировать вываживание, имеют достаточно мощи, чтобы поднять крупного противника от дна и не дать рыбе зайти в коряжник, упереться в бровку и прочее.

### Медленный строй (Slow)
Для этого строя характерно изгибание всех его колен, вплоть до комеля. Фидеры с таким строем прощают больше ошибок, так как на резкие толчки рыбы (за счёт упругости) растягивают тычок во времени, уменьшая тем самым нагрузку на оснастку, что позволяет избежать обрыва поводка или, порой, всей оснастки.

### Сложный строй (Progressive)
Строй, при котором небольшие нагрузки изгибают в основном вершину, а при их увеличении в работу включается весь бланк, постепенно приближаясь по форме к параболе.

## Прикормка
Одним из главных факторов поимки рыбы служит её привлечение и удержание на месте ловли. Для этих целей при ловле фидером (да и при любой другой ловле мирной рыбы) используется прикормка. Прикормка забивается в специальную кормушку, имеющую форму клетки. При выборе прикормок для рыбалки необходимо учитывать множество факторов, и один из них — это клейкость прикормки. При ловле в стоячей воде можно использовать рыхлую ароматную прикормку, но если её же использовать на реке — то течение быстро снесет её, и от прикормочного пятна ничего не останется. Для этого на реках используют более клейкие прикормки, утяжеляя их землёй или глиной.
Помимо растительных составляющих, в прикормку добавляют животный компонент: мелкого «кормового» мотыля или мелкого опарыша. Рыба обожает этих насекомых, и их наличие в прикормке привлечёт рыбу не только запахом, но и шевелением.

## Леска
В фидерной ловле в качестве основной лески используются как монофильная леска, так и плетёный шнур. У каждого из них имеются как достоинства, так и недостатки:
Монофильная леска обладает хорошей растяжимостью, что позволяет снизить нагрузку на удилище во время рывков рыбы. Однако растяжимость монофильной лески ухудшает чувствительность удочки при поклевках. Монофильная леска также дешевле чем плетёный шнур.
Плетёный шнур практически не растягивается, поэтому с ним чувствительность при поклёвках выше, но больше и нагрузка на удилище при вываживании. Плетёный шнур также крепче чем монофильная леска, поэтому есть возможность применять шнуры меньшего диаметра по сравнению с монофильной леской.Для ловли фидером крупного карпа, а также для ловли сверхлегким фидером (пикером) на небольшой дистанции чаще используется монофильная леска.
При использовании плетёного шнура в качестве основной лески, чтобы компенсировать нерастяжение шнура и снизить нагрузку на удилище, а также чтобы предохранить плетёный шнур от обрывов по причине истирания ближайшего к кормушке участка о каменистое и ракушечное дно обычно после шнура применяют вставку из монофильной лески, которая называется «шок-лидер». Шок-лидер делают длиной приблизительно равной двум длинам удилища. На шок-лидер уже вяжут оснастку.

## Оснастки
Самыми простыми оснастками являются патерностер (и его разновиднссть - петля Гарднера) , симметричная петля и несимметричная петля. Их легко можно связать самому из лески, не применяя никаких трубочек и прочих инородных материалов. Оснастка должна быть крайне проста и эффективна. В спортивной ловле применяется исключительно оснастка Running Rig (часто ошибочно именуемая In-Line) без стопора выше кормушки для высвобождения рыбы при обрыве снасти. Он довольно простой, но при этом весьма действенный при ловле карпа и белой рыбы. Оснащается съемным скользящим грузилом, которое можно заменить на легкую кормушку. Приспособление хорошо подходит для рыбалки в стоячей воде.
Отдельно можно выделить оснастку с кормушкой типа «Method», конкретнее с её разновидностью, именуемой «Flat». Она представляет собой плоское грузило с пластиковыми ребрами, играющими роль контейнера для прикормки, которая при ловле таким способом существенно более вязкая, чем обычно. Поводок оснастки Method/Flat короткий, обычно не длиннее 10 см, а крючок втыкается непосредственно в массив прикормки. Данный тип оснастки применяется в основном для ловли карпа и белого амура, хотя может быть использован и для поимки крупного карася, линя, леща и других видов.

## Техника ловли

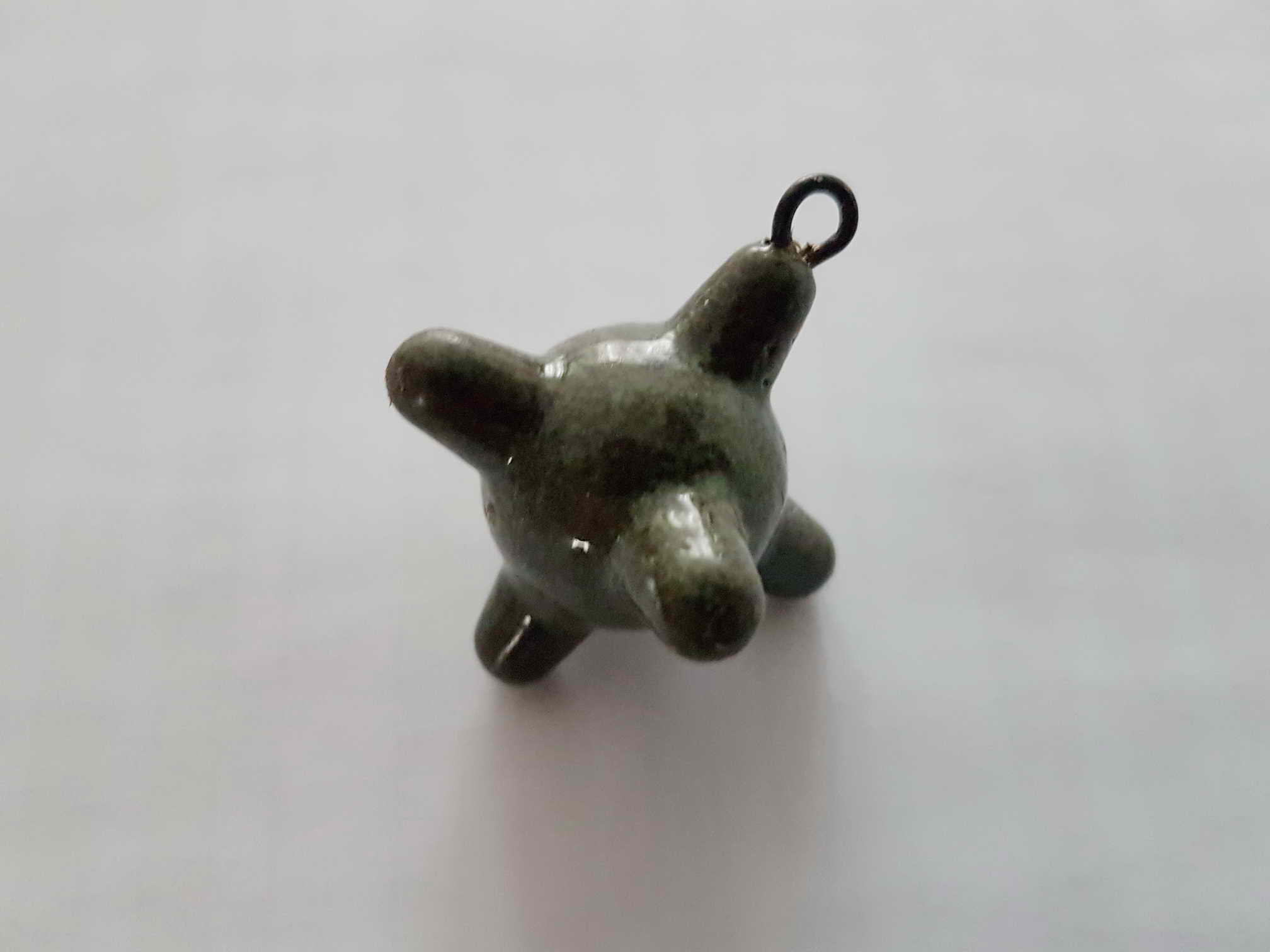
Маркерный грузик

Как правило, по приезде на водоем рыболовы первым делом готовят прикормку из сухих смесей. Далее, пока прикормка настаивается, переходят к подготовке снастей и прочего оборудования, как-то: кресло, садок, подсачек и проч. Помимо рабочего места необходимо найти в водоёме и рабочую точку: для этого маркерным грузом «простукивают» дно, на предмет нахождения каких-либо неровностей. Волочащийся по дну груз хорошо передает рельеф дна вместе с его твёрдостью. После качественного промера рыболов может составить себе представление о характере дна водоёма, который находится перед ним. А зная дно, нетрудно выбрать перспективную точку и работать именно с ней. Перед самой ловлей прикормку доувлажняют до рабочего состояния и приступают к ловле.
В начале ловли в одну и ту же точку необходимо закинуть несколько кормушек с прикормкой — так называемый стартовый закорм, чтобы как можно быстрее приманить рыбу, а в дальнейшем можно уже не так шуметь и не пугать рыбу большими кормушками. Одним из основных факторов является точность забросов. Для этого заброс должен производиться из-за головы. Точка определяется по двум составляющим: дальность (выставляется зацепом лески за клипсу шпули катушки) и угол. Для определения угла, как правило, выбирается какой-либо ориентир на противоположном берегу (дерево, труба, лампочка и проч.), и при каждом следующем забросе необходимо придерживаться именно этого ориентира. При забросе комель удилища необходимо направлять на ориентир и не сбиваться с него. Как правило, куда направлен комель — туда же летит и кормушка (если нет ветра). Таким образом, кормушка каждый раз будет опускаться в одну точку. Прикормку необходимо увлажнять так, чтобы при каждом выборе снасти из воды кормушка была пустой. Весь корм должен оставаться на дне.

## Факторы, влияющие на клёв
Таких факторов много. Начиная от погоды, на которую сетует множество рыбаков, заканчивая крючками и толщиной лески на поводке. Если при ловле поклёвки следуют одна за другой, но подсечь рыбу не удаётся — то тут следует задуматься о том, что либо длина поводка неправильная, либо крючок имеет неправильную форму, либо он слишком крупный для такой рыбы. Если же клевать совсем перестало, то в этом случае лучше всего будет утончать снасть: то есть ставить мелкие крючки на тонких (вплоть до 0,08 мм) поводках. Если рыба в данном месте есть — она обязательно должна дать знать о себе. Если и этого не происходит, то некоторые рыболовы пользуются специальными ароматизаторами насадки (т. н. дипы). Для этого либо макают крючок с насадкой в дип, либо брызгают дипом через распылитель. Вариантов ароматов — не счесть. Иногда может сработать и анисовое масло, а иногда доходит до экзотических ароматов «краб-ракушка», имеющихся в продаже.

## Фидерный спорт
2 сентября 2011 года сборная России по фидеру выиграла золото в этой дисциплине на чемпионате мира по рыбной ловле в Италии на реке Тибр в местечке Монтемолино.
2 сентября 2011 года сборная Украины по фидеру завоевала серебряные медали на чемпионате мира по ловле рыбы фидером в Италии на реке Тибр в местечке Монтемолино. Чемпионом мира в личном зачёте стал украинец Алексей Страшный. Бронзовая медаль также у спортсмена из Украины — Олега Боева.
8 сентября 2013 года в России вступил в силу приказ Министерства спорта Российской Федерации от 20 мая 2013 г. № 277, где официально признаны (и включены в соответствующие списки) спортивные дисциплины:
- «ловля донной удочкой» с номером-кодом спортивной дисциплины 0920161811М,
- «ловля донной удочкой — командные соревнования» с номером-кодом спортивной дисциплины 0920171811М.

Ежегодно проводятся чемпионаты России по фидеру.